# Schloss Kefikon

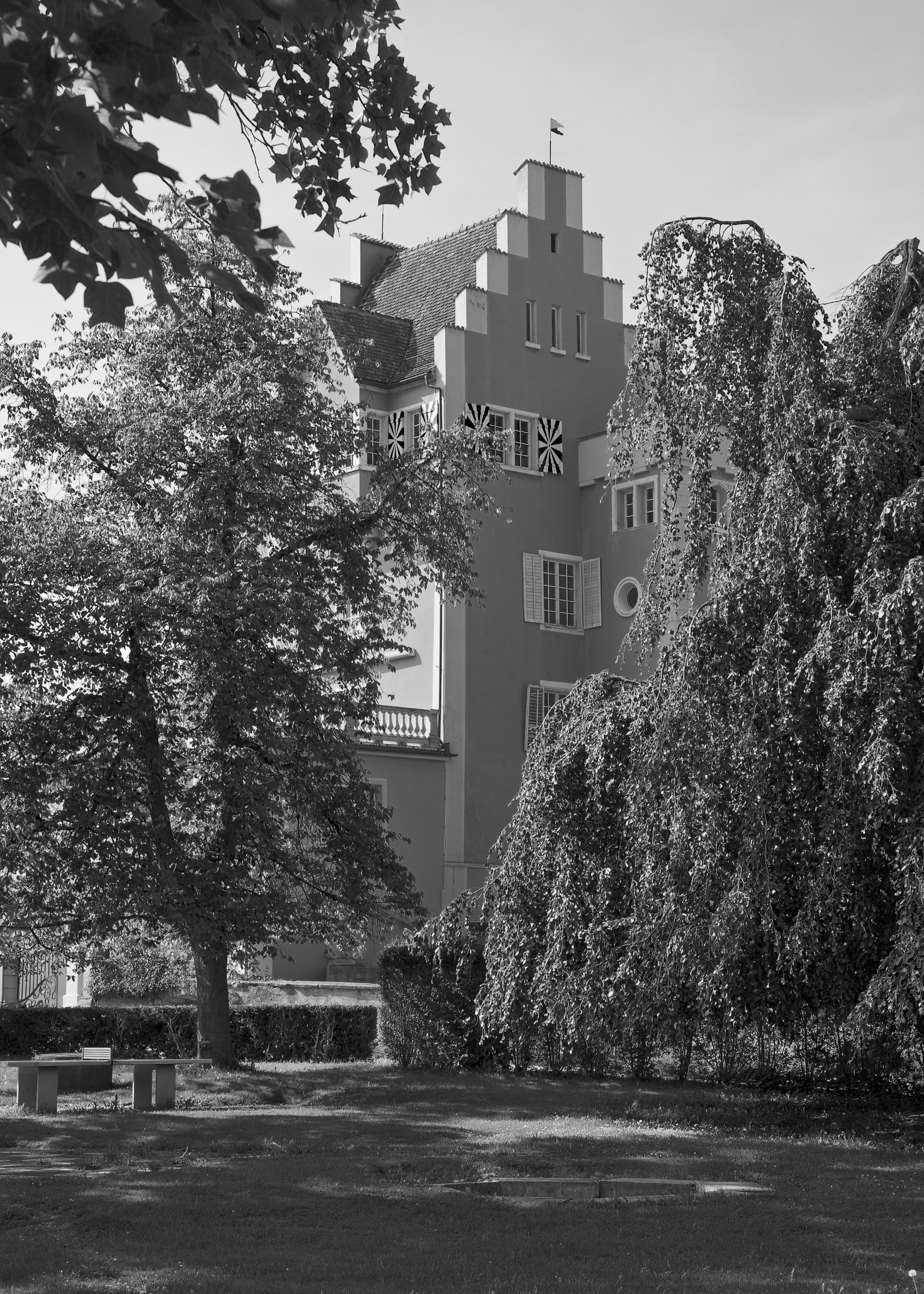
Schloss Kefikon

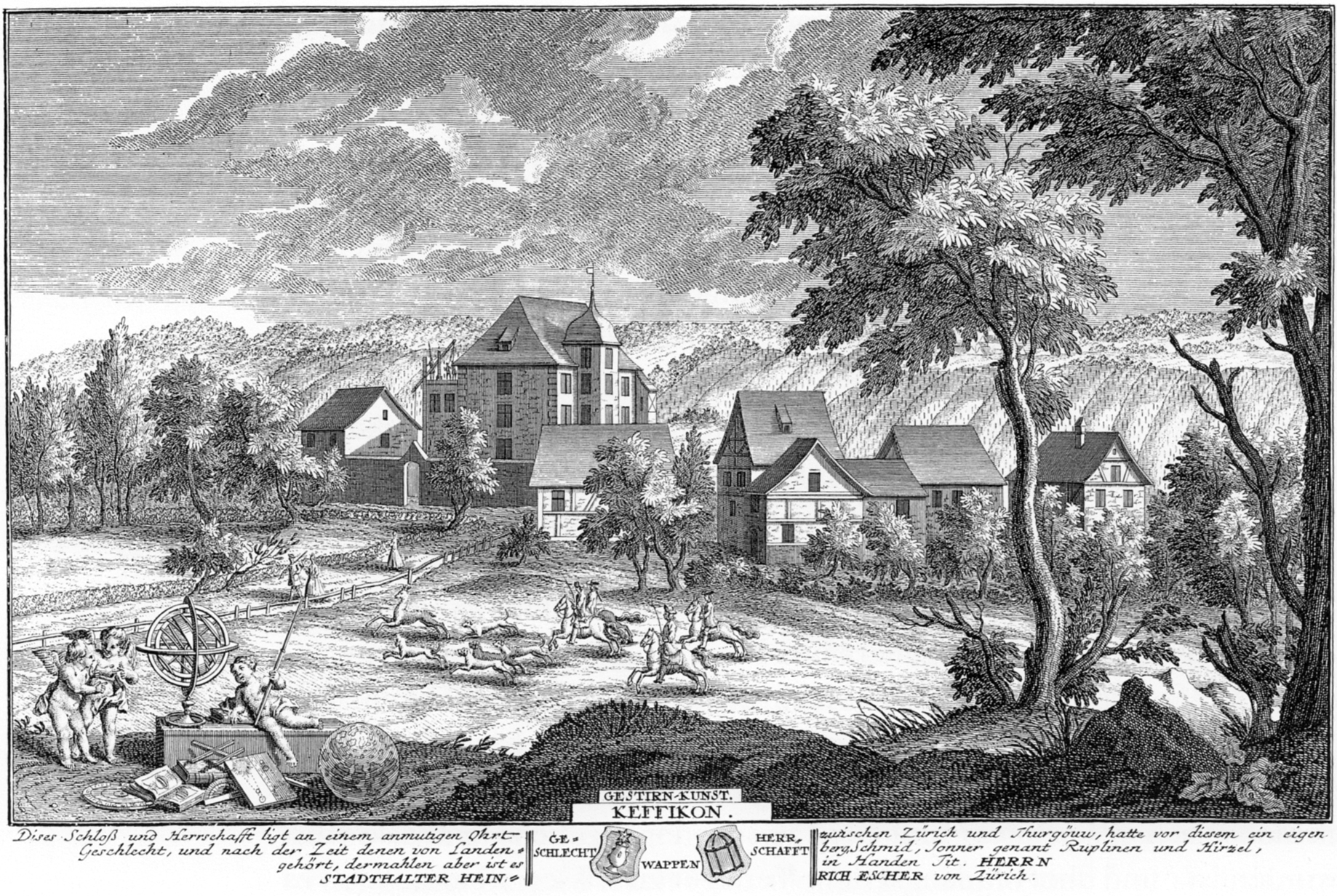
Schloss Kefikon als Sitz einer Zürcher Gerichtsherrschaft 1741. Radierung von David Herrliberger

Das Schloss Kefikon liegt in der Ortschaft Kefikon im Kanton Thurgau in der Schweiz.

## Geschichte
Erstmals urkundlich erwähnt ist das Schloss im Jahre 1241 im Zusammenhang mit seinem damaligen Besitzer, dem kyburgischen Lehnsmann Burchardus de Kevincon. Das Schloss mit wechselvoller Geschichte verlor mit der Aufhebung der Gerichtsherrschaft nach 1798 an feudaler Bedeutung und wurde zum grossbürgerlichen Landsitz, u. a. auch für Hans Conrad Escher von der Linth, bekannt durch den Bau des Linthkanals. Das Schloss liegt in der Nähe von Frauenfeld direkt neben Islikon.
Heutzutage ist das Schloss auch wegen der Privatschule Schloss Kefikon bekannt, die im Jahr 2006 ihr 100. Jubiläum feierte. Zum Internatsgelände gehört ausserdem der grösste Naturweiher der Schweiz, welcher 100 Meter lang und 30 Meter breit ist.

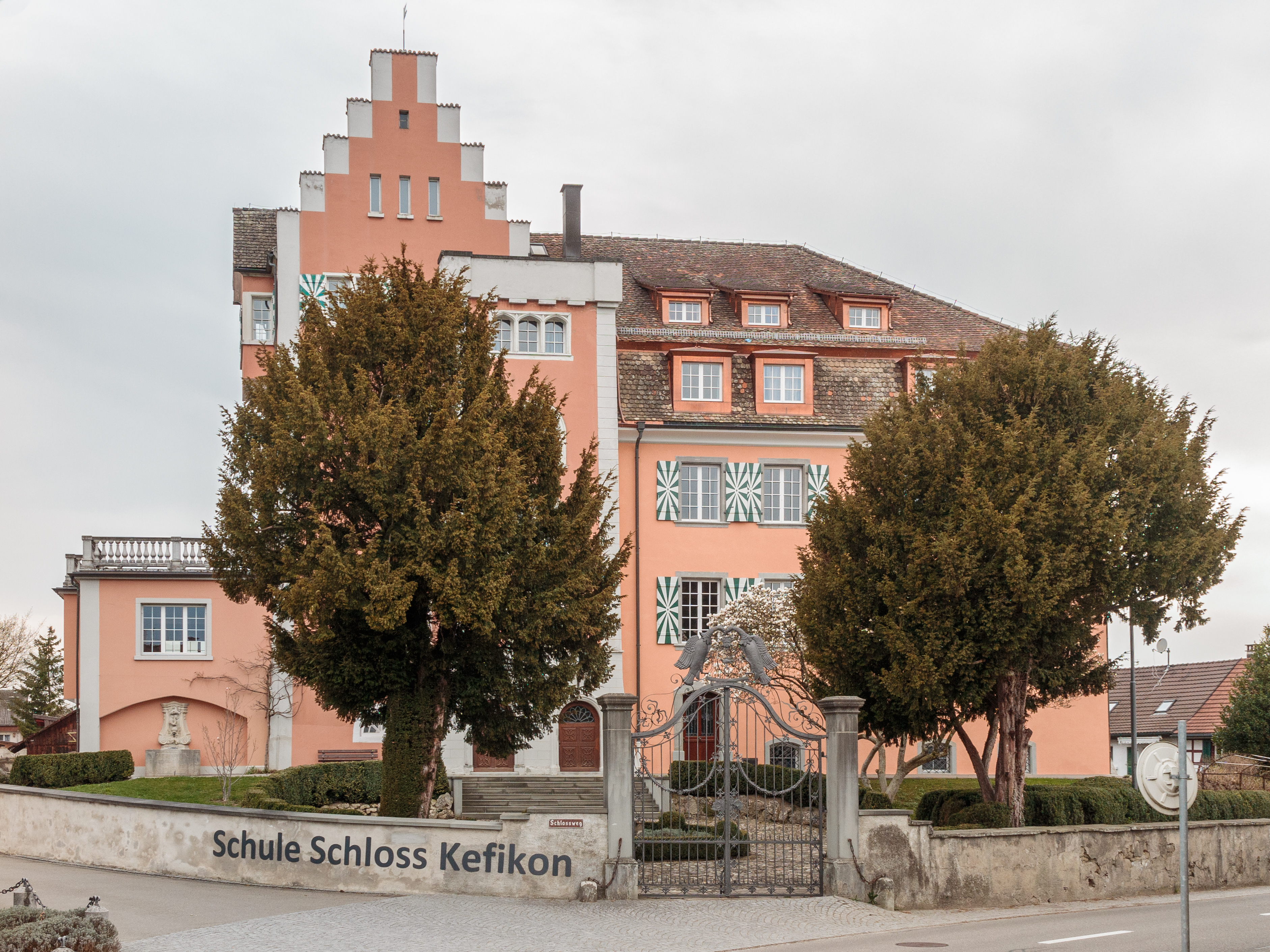
Schule Schloss Kefikon